# Schlacht von Pylos
Sybota – Potidaia – Spartolos – Stratos – Naupaktos – Plataiai – Olpai – Tanagra – Pylos – Sphakteria – Korinth – Megara – Delion – Amphipolis – Mantineia – Melos – Syrakus – Milet – Syme – Eretria – Kynossema – Abydos – Kyzikos – Ephesos – Chalkedon – Byzanz – Andros – Notion – Mytilene  – Arginusen – Aigospotamoi
Die Schlacht von Pylos fand während des Peloponnesischen Krieges im Jahr 425 v. Chr. statt und steht in engem Zusammenhang zur nahebei geführten Schlacht von Sphakteria. Sie endete mit einem Sieg der Athener über die Spartaner.

## Befestigung von Pylos
Im Frühjahr 425 v. Chr. hatte Sparta zum einen Messina auf Sizilien dazu bewegen können, gegen Athen zu rebellieren, zum anderen waren die Spartaner, wie beinahe jedes Jahr, unter König Agis in Attika eingefallen, sodass sich die Athener hinter ihre Langen Mauern zurückziehen mussten. In dieser Situation entsandten die Athener ihre Flotte unter Eurymedon, Sophokles und Pythodoros, deren Ziel zunächst eigentlich Messina war. 
Dann aber entschloss man sich, zum Golf von Ambrakia zu fahren, wo zuvor dem athenischen Feldherrn  Demosthenes in der Schlacht von Olpai ein Sieg gelungen war. Demosthenes, der bei der Flotte ohne Befehlsgewalt mitfuhr, riet indes, lieber an der Westküste Messeniens zu landen, von wo man direkt auf der Peloponnes die unruhigen Sklaven gegen ihre spartanischen Herren aufwiegeln könne. Zwar waren die Feldherren skeptisch, doch als widrige Winde eine Pause erzwangen, landeten sie bei Pylos, wo ein natürlicher Hafen und ein steiler Felsen Schutz boten. Nachdem er die günstige Lage des Ortes erkannt hatte, nutzte Demosthenes die Zwangspause, um die mitfahrenden Soldaten für die Befestigung des leicht zu verteidigenden Burgfelsens zu begeistern. Obwohl in der Wildnis fast alle Hilfsmittel fehlten, wurden die wichtigsten Arbeiten in sechs Tagen abgeschlossen. Die Flottenführer akzeptierten nun die Bitte des Demosthenes und ließen ihn mit einer Anzahl Hopliten und Schützen sowie drei Schiffen zurück. Die Flotte fuhr unterdessen weiter nach Naupaktos, Kerkyra und Zakynthos.

## Landungsversuche
Als die Spartaner von der Landung der Athener bei Pylos erfuhren, zogen sie ihre Truppen aus Attika ab und ließen sie nach Messenien marschieren. Zugleich entsandten sie eine Flotte von sechzig Schiffen, um die Athener von See und vom Land her gleichzeitig anzugreifen. Demosthenes hatte inzwischen Unterstützung durch zwei messenische Raubschiffe mit etwa 40 gut bewaffneten und kriegserfahrenen Männern erhalten. Die Bewaffnung seiner eigenen Truppen ließ jedoch sehr zu wünschen übrig (teilweise mussten Schilde aus Weiden geflochten werden). Als er vom Anmarsch der Spartaner erfuhr, entsandte er deshalb zwei seiner Schiffe, um die athenische Flotte nach Pylos zurückzurufen.

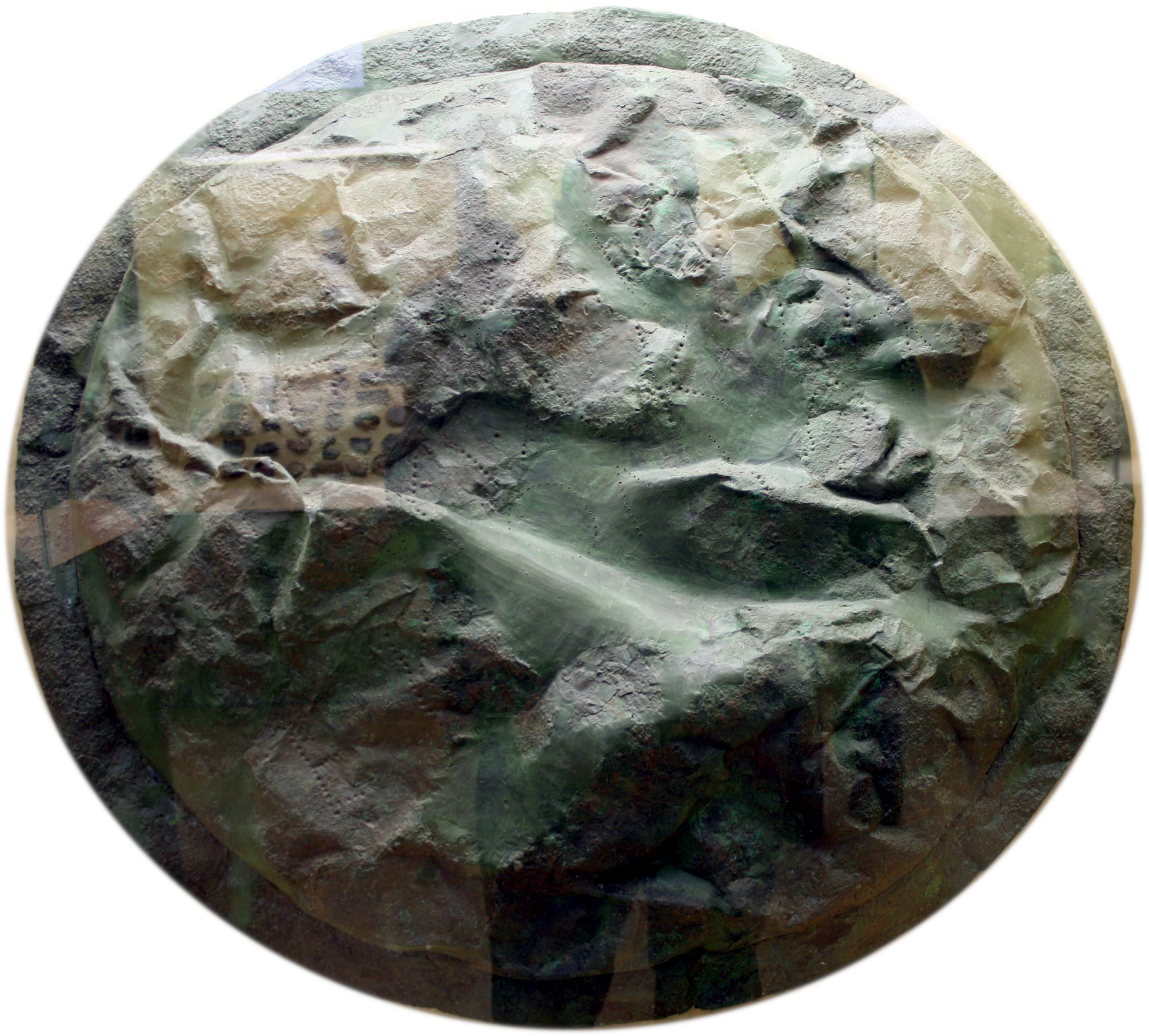
Sogenannter „Schild des Brasidas“

Nach ihrer Ankunft berannten die Spartaner sofort die Befestigungen. Der spartanischen Übermacht hatte Demosthenes außer seinen Schützen nur wenige Schwerbewaffnete entgegenzusetzen. Da es aber nur zwei schmale und steile Zugänge gab, gelang es dennoch, die Spartaner abzuschlagen. Die Situation änderte sich auch nicht, als die spartanische Flotte unter dem Kommando des Thrasymedidas ankam und mit 43 Schiffen einen gleichzeitigen Sturm von See her versuchte. Die spartanischen Schiffsführer scheuten in der Mehrzahl die gefährliche Brandung, die nur an einer Stelle eine Landung zuließ. Der Kriegsheld Brasidas, der es als einziger ernsthaft versuchte, wurde am Strand von Pylos verwundet und verlor seinen Bronzeschild, der später im Zeughaus von Athen ausgestellt wurde. In Ermangelung besserer Ideen besetzte der spartanische Feldherr Epitadas unterdessen mit 440 Mann die dem Burgfelsen gegenüberliegende Insel Sphakteria, welche die Bucht von Pylos beherrschte und zum Meer hin abtrennte.

## Seeschlacht im Hafen
Nachdem die Boten des Demosthenes die noch um einige Wachtschiffe aus Naupaktos verstärkte Flotte in Zakynthos angetroffen hatten, erschienen drei Tage später Eurymedon und Sophokles mit fast 50 Schiffen vor Pylos. Die Spartaner ankerten mit ihren Schiffen im Hafen von Pylos (Bucht  von Navarino). Da die Athener die Insel Sphakteria besetzt und auch sonst keinen geeigneten Ankerplatz fanden, fuhren sie die Nacht über zurück zur unbewohnten Insel Prote. Am nächsten Morgen kehrten sie gefechtsbereit zurück, und da die spartanischen Schiffe untätig am Ufer der Bucht lagen und Thrasymedidas es versäumt hatte, die Einfahrten zu sperren, fuhren die Athener durch beide Mündungen in den Hafen hinein. Dort trafen sie auf die unvorbereiteten Spartaner, deren Schiffe zwar bereits zu Wasser gelassen, aber noch nicht vollständig bemannt waren. In der Verwirrung erbeuteten die Athener sofort fünf Schiffe und beschädigten viele andere. Die Spartaner kämpften standhafter vom Ufer und suchten ihre Boote wieder an Land zu ziehen, was ihnen außer bei den gleich zu Beginn eroberten auch gelang.

## Blockade Sphakterias
Der Sieg zur See war eindeutig, da die Reste der spartanischen Flotte nicht mehr einsatzfähig waren. Die Athener umfuhren sofort die Insel Sphakteria und richteten einen Wachtdienst ein, um die dort abgeschnittenen spartanischen Hopliten des Epitadas zu blockieren. In der Folge schickten die Spartaner Unterhändler zu den Athenern, um einen Waffenstillstand auszuhandeln. Die Athener gingen darauf ein, indem sie als Bedingung die Auslieferung der feindlichen Flotte verlangten. Die Spartaner akzeptierten und schickten ihre Gesandten zu Verhandlungen nach Athen, wo freilich keine Einigung erzielt wurde. Nach Auslaufen des Waffenstillstands fanden die Athener einen Vorwand, um die vereinbarte Rückgabe der Schiffe in Pylos zu verweigern, sodass die Flotte Spartas vollständig verloren war.
Die Blockade von Sphakteria dauerte 72 Tage, dann gingen die Athener wegen des nahenden Winters an die Eroberung der Insel, die ihnen in der Schlacht von Sphakteria auch gelang. Der Felsen von Pylos blieb auch nach dem Nikiasfrieden in athenischem Besitz und konnte erst 409 v. Chr. von Sparta zurückgewonnen werden.